# Marcello Tegalliano
Marcello Tegalliano (?, 7. század – ?, 726) volt Velence történetének második dózséja. A történeti források róla is igen szűkösen adnak információt a mai kutatóknak, és gyakran felmerül a kérdés, hogy Tegalliano esetleg mitikus, legendákban szereplő történelmi alak volt. Ennek az esélye különösen nagynak tűnik, ha figyelembe vesszük a későbbi korok azon szokását, hogy a velencei uralkodók szerették elődjeiket minél korábbi időkre datálni.

## Élete
Ő is, hasonlóan elődjéhez, Paolo Lucio Anafestóhoz, Heracleia szülöttje volt, és nemesi származása emelte a dózsei tisztségbe. Igen valószínű, hogy ő és Anafesto úgynevezett magister militumként, tehát a sereg vezetőiként tettek szert politikai hatalomra. A fennmaradt források alapján ugyanis nehéz szétválasztani az első két dózse személyét. A krónikák ebben az időben datálják a lagúnák lakóinak békekötését a longobárdok királyával, Liutpranddal, amit a hagyományok szerint Marcello Tegalliano kötött meg. A győzelem népszerűvé és megalapozottá tette a dózsék helyzetét, és ezért viszonylag hamar elfogadták a velenceiek, hogy Anafesto halála után egy újabb uralkodó irányítja a kicsiny államot. A történetek alapján Tegalliano 726-ban halt meg. Testét Heracleiában temették el, ahonnan a legendák szerint két ismert velencei család is származik, és mindkettő Tegallianótól származtatja magát: az egyik a Fonicalli család, a másik pedig Marcelli família.
Az egyetlen olyan adat, amelyet minden forrás megemlít Tegallianóval kapcsolatban, hogy ő volt az első, aki felvette a dózse címet. A dózse szó (olaszul: doge) valószínűleg a latin dux, vagyis herceg szóból származik. Egyes kutatók azonban megjegyzik, hogy ez a széles körben elterjedt magyarázat nem feltétlen igaz. Többen a görög származású doxi szóra gyanakszanak, amely azt jelenti, hogy kap. Ezt arra alapozzák, hogy a késő római korban megjelent a doxi szó latinosított verziója, a doga. Ez egyfajta boradót jelentett, és mivel a lagúnák urát is megillette ez az adó, ezért lehetségesnek tartják akár ezt a verziót is. Ezen felül fontos megjegyezni, hogy a dózsékat kivétel nélkül a nép választotta. A korabeli kifejezésekben pedig az található, hogy a dózse a néptől kapta hatalmát. Ez is utalhat ennek az elméletnek az igazára.